# Vegacorredor
Vegacorredor es una localidad del municipio de Ramales de la Victoria (España).
Se encuentra a 2 km de la capital municipal (Ramales de la Victoria), en la ribera del río Asón. En el año 2011 tenía una población empadronada de 16 habitantes.
Su fiesta se celebra en septiembre, en el día del Milagro o Milagrucu, día que desde Ramales sale un tren turístico para transportar a los habitantes de la capital a esta localidad. Según la leyenda, en un castañar al lado del Asón, unos soldados vizcaínos que volvían de una peregrinación atacaron a un aquelarre de brujas. Al día siguiente, los vecinos encontraron las cenizas y el caldero de cobre, que fue enterrado, originando la fiesta.